# Bornemisza család (kászoni)
A báró kászoni és impérfalvi Bornemisza család régi magyar főnemesi család, amely főleg Erdélyben játszott jelentősebb szerepet.

## Története
A család leszármazása homályos, eredetileg a kászon-impérfalvi Csutak nevet viselték. Nemesi címerlevelet I. Rákóczy György erdélyi fejedelemtől kapott Csutak György 1633. március 29-én. A nemességét, 1636. május 16-án hirdette ki Háromszéken. Csutak János (1672–1742), főkirálybíró, erdélyi alkancellár, 1717-ben már bárói címet kapott, és ezzel egyidejűleg vezetéknevét kászoni Bornemiszára cserélte. Nem sokkal később már az örökös jogú főrendiházi családok közé tartoztak. Második feleségétől, báró hallerkői Haller Borbálától (1691–1733) származott báró kászon és impérfalvi Bornemisza Albert (1832–1899), akinek a nejétől, gróf göncruszkai Kornis Gabriellától (1834–1902) született báró Bornemisza Gábor (1859–1915), császári és királyi kamarás, az utolsó férfi tagja annak az ágának Bornemissza családnak. Gábor császári és királyi kamarás 1907-ben bárói rangját, nevét, előnevét és címerét fiúgyermekek hiányában, egyetlen leányának (Bornemissza Margit) férjére, Heinrich Thyssenre ruházta át, aki ezután Thyssen-Bornemisza néven a magyar bárók sorát gyarapította. I. Ferenc József magyar király 1907. június 22-én magyar nemességet, a Bornemissza család kászon és impérfalvi nemesi előneveit, valamint a bárói címét adományozta Thyssennek.

## Címere
Kempelen Béla írásaiban ezt találhatjuk:
Czímer: négyelt paizs, melynek harmadik és negyedik negyedét alulról felnyuló homoru ék választja széjjel, a paizs közepére pedig aranykoronával födött szivpaizs van tüzve; az első vörös mezőben zöld halmon álló, kissé kiszélesedő águ magas ezüst kereszt; a második kék mezőben hullámzó tenger fölött csillag; a harmadik szintén kék mezőben három ezüst porodás vörös rózsával rakott balharánt arany pólya; a negyedik vörös mezőben fészkén ülő s három fiát vérével tápláló ezüst pelikán, végül a beékelt kék mezőben hullámzó tengeren fészkelő, jobbra fordult jégmadár látható; az aranynyal és feketével hasitott szivpaizs kétfejü, vörös csőrü és karmu, szintcserélő, azaz a jobboldali mezőben fekete, a baloldali fekete mezőben pedig arany sast tüntet fel, bárói korona; kék sisak. A jobboldalinak disze: jobbról aranynyal és vörössel, balról feketével és ezüsttel vágott két saszárny között az ezüst kereszt, a baloldalié pedig jobbról aranynyal és kékkel, balról kékkel és aranynyal vágott két elefántormány között lebegő csillag; takarók: vörös-ezüst, kék-arany, jobbról ágaskodó arany oroszlán, balról arany griff.

## Jelentősebb családtagok
- Bornemisza Elemér (1930–2010) talajkémikus, az MTA tagja, egyetemi tanár, a Costa Rica-i Tudományos Akadémia alapító elnöke
- Bornemisza Ignác (1707–1769) Torda vármegye főispánja, erdélyi fejedelmi kincstárnok
- Bornemisza Ignác (1809–1877) Kolozs vármegye alispánja, diétai követ
- Bornemisza János (1672–1742) főkirálybíró, erdélyi alkancellár, a család bárói címének megszerzője
- Bornemisza János (1734–1810) kamarás, Hunyad vármegye főispánja
- Bornemisza Pál (1853–1909) néprajzi kutató, Afrika-kutató